# Kybisteteres
Kybisteteres (altgriechisch κυβιστητῆρες, Singular κυβιστητήρ kybistetér, von κυβιστάω „sich auf den Kopf stellen, einen Purzelbaum machen“, gelegentlich auch Sprungtänzer genannt) waren in der griechischen Antike Akrobaten oder auch akrobatische Tänzer. Zu deren Darbietungen gehörten Kopf- und Handstände sowie in der Luft ausgeführte Überschläge (Saltos).
Diese akrobatischen Tänzer erscheinen schon bei Homer, der in der Odyssee deren Auftritt bei einem Hochzeitsmahl beschreibt:

„δοιὼ δὲ κυβιστητῆρε κατ’ αὐτοὺς μολπῆς ἐξάρχοντες ἐδίνευον κατὰ μέσσους.“

„Und zween nachahmende Tänzer stimmten an den Gesang, und dreheten sich in der Mitte.“

Anton Weiher übersetzt die Stelle etwas anders:

„Auch zwei Gaukler waren bei ihnen und warfen sich wirbelnd

Mitten hinein, als jener [Sänger] begann mit der Weise des Tanzes.“

Eine ganz ähnliche Stelle findet sich in der Ilias, wobei es nun um das Bildprogramm des von Hephaistos auf Bitte von Thetis hin für Achilleus gefertigten Schildes geht, wozu eine Szene von Jünglingen und Mädchen beim Tanz gehört:

„πολλὸς δ᾽ ἱμερόεντα χορὸν περιίσταθ᾽ ὅμιλος

τερπόμενοι· δοιὼ δὲ κυβιστητῆρε κατ᾽ αὐτοὺς

μολπῆς ἐξάρχοντες ἐδίνεον κατὰ μέσσους.“

„Froh sich ergötzend; und unter der Menge ein göttlicher Sänger

Rührte die Saiten und sang, indes zwei springende Gaukler

Räder schlugen, sobald er zu singen begann, in der Mitte.“

Es gibt einige Unklarheiten in Zusammenhang mit diesen frühen Zeugnissen. Zum einen ist unklar, wie weit zurück die Tradition reicht. So hat man spekulativ die Wurzeln bis ins minoische Kreta mit den bekannten Stierspringern zurückzuverlegen versucht. Zum anderen ist der Kontext der Darbietungen nicht klar, nämlich ob der Auftritt der Kybisteteres Teil von öffentlichen Veranstaltungen oder eher privat war. Ein Hinweis für öffentliche Auftritte als Teil des Agons, also der sportlich-kultischen Wettkämpfe der Griechen, gibt eine pseudo-panathenäische Amphore in Paris (um 540 v. Chr.), die einen Akrobaten zeigt, der auf die Kruppe eines Pferdes springt bzw. darauf balanciert. In späterer Zeit jedenfalls scheinen die Auftritte der Kybisteteres eher privat als Teil von Symposien und Banketten stattgefunden zu haben.
In Xenophons Gastmahl werden Sokrates und die anderen Gäste durch von einer Tänzerin vorgeführte waghalsige Kunststücke mit schwertbesetzten Reifen unterhalten:

„[Nun] ward ein großer ringsum mit emporstehenden Degenklingen besetzter Ring aufgesetzt, zwischen welchen und über welche die Tänzerin sich mit rückwärts zur Erde gebogenem Kopfe überwälzte, so daß sie wechselsweise erst wieder auf die Füße, dann wieder auf den Kopf zu stehen kam. Das Kunststück sah so gefährlich aus, daß den Zuschauern angst und bang für das Mädchen wurde; sie aber machte ihre Sachen mit der größten Dreistigkeit und Sicherheit.“

Ein Saltoüberschlag gehörte auch zu den von indischen Gauklern der Kaiserzeit vorgeführten Attraktionen ähnlich heutigen Zirkusnummern. In seinem Leben des Apollonios von Tyana beschreibt Flavius Philostratos die Darbietungen bei einem königlichen Bankett:

„Während des Trinkens werden wagemutige Spiele vorgeführt, die nicht ohne Ernst und Gefahr sind; denn da wurde ein Knabe, wie dies bei den Tänzerjungen zu geschehen pflegt, leicht in die Höhe geworfen, wozu zugleich ein Pfeil abgeschlossen wurde. Wenn der Knabe dann weit genug von der Erde entfernt war, überschlug er sich über dem Pfeil, wodurch er in Gefahr geriet, verwundet zu werden, falls er dabei einen Fehler machte. Bevor der Bogenschütze den Pfeil abschoß, ging er nämlich bei den Tischgenossen vorbei, zeigte jedem die Spitze und ließ ihn die Schärfte prüfen. Durch den Ring zu schießen, ein Haar zu treffen und den eigenen, an die Bretterwand gelehnten Sohn im Umriß mit Pfeilen nachzuzeichnen, all dies gehört zu den Spielen, die sie beim Trinkgelage vorführen und auch im Rausche zum Gelingen bringen.“